# Decimus Pacarius
Decimus Pacarius was procurator van Corsica in 69 v.Chr.
In het woelige Vierkeizerjaar steunde hij Vitellius in de strijd tegen de keizer op dat moment, Otho, uit haat voor de laatste. Na een beraad gehouden te hebben met de hoofdmannen van het eiland (waarbij hij enkele opposanten liet ombrengen), sloot hij een verbond met Vitellius. Echter, de inwoners van het eiland vreesden de wraak van Otho en diens machtige leger in Germanië en brachten hun procurator samen met zijn getrouwen om. Zijn hoofd werd als een teken van trouw aan Otho gezonden.

## Noot
1. ↑  Tacitus, Historiën, II, 16